# Arlindo Ramos
Arlindo Ramos est un homme politique santoméen, membre de l'Action démocratique indépendante. Il est ministre de l'Administration interne dans le XVIe gouvernement, dirigé par Patrice Trovoada, avant d'obtenir le 18 octobre 2016 le portefeuille de la Défense.
Député, il est un homme fort de son parti jusqu'en 2018, mais reste membre de son bureau politique. Il soutient la candidature indépendante de Júlio Silva à l'élection présidentielle de 2021.